# C/2013 V5 (Укаймеден)
C/2013 V5 (Oukaimeden) — одна з довгоперіодичних комет. Ця комета була відкрита 12 листопада 2013 року; вона мала 19.4m на час відкриття.